# Pierre Fitte (Saint-Quentin-la-Chabanne)
La Pierre Fitte, appelée aussi Pierre des Folles, est un menhir situé à Saint-Quentin-la-Chabanne dans le département français de la Creuse.

## Protection
L'édifice a fait l’objet d’une inscription au titre des monuments historiques en 1961

## Description
Le menhir mesure 4 m de hauteur, de 0,80 à 1,20 m de largepour un périmètre à la base de 3 m.

## Folklore
Le menhir aurait été dressé par le diable.